# Guus Lutjens

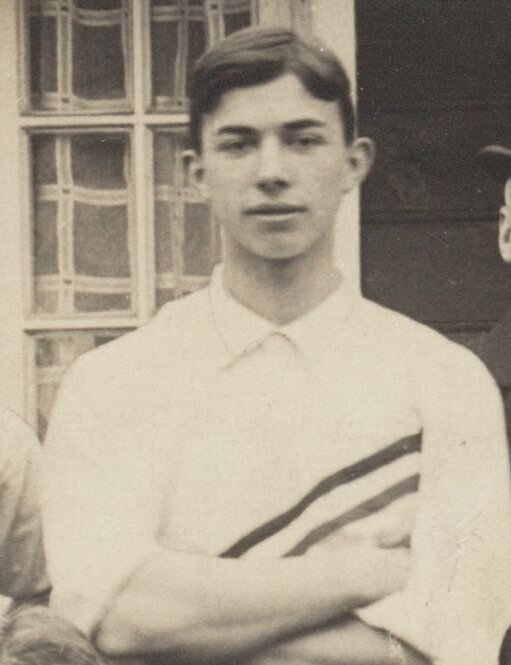
Guus Lutjens (1905)

Gustaaf Willem Adolf Wolf (Guus) Lutjens (* 13. August 1884 in Arnhem; † 25. April 1974) war ein niederländischer Fußballspieler. Er bestritt 14 Länderspiele für die niederländische Fußballnationalmannschaft und erzielte dabei fünf Tore.

## Laufbahn
Der Offensivspieler „Lot“ Lutjens war bereits als Angreifer von CVV Velocitas Breda (Cadettenvereeniging Velocitas Breda) ein herausragender Stürmer in der Ersten Klasse im niederländischen Fußball. Er stürmte bis einschließlich der Runde 1905/06 – der HBS Den Haag wurde im Endspiel gegen PW Enschede Meister – für die Militärelf aus Breda. Er gehörte deshalb auch am 30. April 1905 im ersten offiziellen Länderspiel der „Elftal“ an, die in Antwerpen gegen Belgien antrat. Gemeinsam mit seinen Vereinskameraden Ben Stom in der Verteidigung und Eddy de Neve als Mittelstürmer, war Halbstürmer Lutjens beim 4:1-Erfolg nach Verlängerung im Einsatz. Eddy de Neve zeichnete sich als vierfacher Torschütze aus. Beim Rückspiel am 14. Mai in Rotterdam, erzielte er beim 4:0-Erfolg sein erstes Tor in der Nationalmannschaft. Das dritte Länderspiel fand wiederum in Antwerpen gegen Belgien statt, wo der Gastgeber sich mit 5:0 Toren durchsetzte. Dabei debütierte an der Seite von „Lot“ Lutjens auf der Mittelstürmerposition Mannes Francken. Zur Saison 1906/07 stürmte Lutjens für HVV Den Haag.
Mit dem niederländischen Meister der Jahre 1900 bis 1903 und 1905 wurde der Neuzugang aus Breda sofort 1906/07 in den zwei Finalspielen gegen PW Enschede (5:3/4:1) Meister. Das erste Länderspiel für „Oranje“ als Aktiver von HVV Den Haag absolvierte er am 9. Mai 1907 in Harlem gegen Belgien. Bei der 1:2-Niederlage kamen auch noch die Vereinskollegen John Heijning, Karel Heijning und Constant Feith zum Einsatz. Als Lutjens in der Saison 1909/10 den zweiten Meisterschaftserfolg mit HVV feiern konnte – Endspiele am 2. und 16. Mai gegen Quick Nijmegen mit 2:0/3:2 –, war er zuvor am 24. April 1910 beim 4:2-Heimerfolg gegen die deutsche Fußballnationalmannschaft als Torschütze zum zwischenzeitlichen 1:1 erfolgreich gewesen. In seinem zwölften Einsatz in der „Elftal“ gewann er am 16. Oktober 1910 in Kleve mit 2:1 Toren ein Freundschaftsspiel gegen Deutschland. Vereinskollege Miel van Leijden stand dabei in der Verteidigung. Mit seinem 14. Länderspieleinsatz am 2. April 1911 in Dordrecht beim 3:1-Erfolg gegen Belgien verabschiedete sich Lutjens aus der Nationalmannschaft. Am linken Flügel wurde er von den HVV-Spielkameraden Guus de Serière und Jan van Breda Kolff begleitet.